# نادين غازي
نادين غازي (مواليد 24 نوفمبر 2001) هي لاعبة كرة قدم نسائية مصرية في مركز الهجوم. شاركت مع منتخب مصر للسيدات في كأس أمم أفريقيا لكرة القدم للسيدات 2016.